# Reichsheimstätte
Die Reichsheimstätte war ein deutsches Rechtsinstitut von 1920, wodurch das Eigentumsrecht an Immobilien eingeschränkt wurde. Dieses Rechtsinstitut wurde aus sozialen Gründen mit dem Reichsheimstättengesetz vom 10. Mai 1920 geschaffen. Für die Durchführung, Umsetzung und Überwachung war das Reichsheimstättenamt mit Sitz in Berlin zuständig. Mit Wirkung zum 1. Oktober 1993 trat das Gesetz zur Aufhebung des Reichsheimstättengesetzes in Kraft (BGBl. I S. 912).
Der Zweck des Reichsheimstättengesetzes war der vor möglichen Gläubigern geschützte Erwerb und Besitz von Wohneigentum und die Bindung des Eigentümers an bestimmte bodenpolitische Ziele. Die sogenannten Heimstätten wurden zumeist durch staatliche oder kommunale Einrichtungen ausgegeben. Der sogenannte Heimstätter konnte das Eigentum an einer Heimstätte erwerben. Die Rechte aus dem Eigentum waren jedoch zu Gunsten des Ausgebers eingeschränkt. Diese Einschränkungen dienten auch zum Schutz des Eigentümers einer Heimstätte. Zu Gunsten des Heimstätters war die Zwangsvollstreckung in das Grundstück beschränkt. Dem Ausgeber stand ein gesetzliches Vorkaufsrecht zu. Für die Belastung oder Teilung eines Grundstücks war die Zustimmung des Ausgebers erforderlich. Im Falle einer missbräuchlichen Verwendung einer Heimstätte hatte der Ausgeber ein Rückkaufsrecht (Heimfallanspruch). Zudem war eine Reichsheimstätte nicht frei vererbbar.
Das Rechtsinstitut der Heimstätte wurde auch in der Schweiz gesetzlich geregelt, hat dort jedoch keinerlei praktische Bedeutung erlangt.

## Entwicklung des Reichsheimstättenrechts
Mit dem Begriff „Heimstätte“ verbindet man fast automatisch die nach dem Ersten Weltkrieg einsetzende Entwicklung, den aus dem Krieg heimkehrenden Soldaten Wohnraum in der Form sog. „Kriegerheimstätten“ zur Verfügung zu stellen. Dabei wird aus heutiger Sicht meist übersehen, dass der Heimstättengedanke historisch wesentlich tiefere Wurzeln besitzt und dass die praktische Umsetzung dieser Idee nicht nur im ländlichen Bereich durch die Kriegerheimstätten der frühen 1920er Jahre geschah, sondern eben auch durch moderne großstädtische Siedlungen des Neuen Bauens wie der Frankfurter Siedlung Praunheim als der größten deutschen Heimstättensiedlung.
Die tiefere Idee der Heimstätte liegt darin, dass bei dieser besonderen Form sozialpolitisch gebundenen Eigentums unabhängig von der wirtschaftlichen Situation des selbstnutzenden Eigentümers Grund und Boden und das darauf befindliche Wohnhaus unter allen Umständen dem Zugriff eventueller Gläubiger entzogen bleibt: Haus und Hof kann man durch unglückliche Umstände verlieren oder leichtsinnig verspielen, eine Heimstätte aber bleibt als Hort der Familie dauerhaft erhalten. Damit besitzt die Heimstätte zwei zentrale Funktionen: Zum einen sichert sie durch die räumliche Abgrenzung des Sonderrechts den Schutz des Bodens im Sinne einer gerechteren Eigentumsverteilung; zum anderen sichert sie den Schutz des Menschen durch den Erhalt eines gewissen Mindestbedarfs an Grundeigentum.
Die Wurzeln der Heimstättenidee gehen auf die Besiedlung Nordamerikas im frühen 19. Jahrhundert zurück; in Texas wurde im Jahre 1839 das erste „homestead extension law“ erlassen. In Europa lassen sich im 19. Jahrhundert bereits seit den 1860er Jahren ähnliche Gesetze zum Schutz des landwirtschaftlichen Besitzes in Rumänien (1864) und Serbien (1865) nachweisen; gesetzgeberische Anregungen gab es seinerzeit in der Schweiz (1882), Belgien (1889 und 1893), Deutschland (1890 und 1905), Italien (1894 und 1910) und Frankreich (1894), es kam aber vorerst in keinem der Staaten zur rechtlichen Kodifizierung. Erst im frühen 20. Jahrhundert wurden das Schweizer Zivilgesetzbuches von 1907 und des französischen „Loi sur la constitution d’un bien de famille insaisissable“ von 1909 als erste gesetzliche Grundlage für auf die reine Wohnfunktion zugeschnittene Heimstätten verabschiedet.
Die schlechten Wohnbedingungen der arbeitenden Klasse führten in Deutschland noch im 19. Jahrhundert zur Wohnungsreformbewegung und zu strukturellen Überlegungen einer gezielten Abhilfe; als Indiz für diese Entwicklung standen die Gründungen von Baugenossenschaften, Mietervereinen und politisch agierenden Verbänden. Die Heimstättenbewegung erhielt weiteren Auftrieb, als sich der Bund Deutscher Bodenreformer kurz vor Beginn des Ersten Weltkrieges dieser Idee annahm. Nach dem verlorenen Krieg kam es zu einer Verklammerung der sozialpolitischen Heimstättenidee mit dem im Volk positiv besetzten Gedanken, vor allem den Kriegsbeschädigten dauerhaft gesicherten Besitz eines begrenzten Stückes Heimatboden zu verschaffen.

## Reichsheimstättengesetz vom 10. Mai 1920
Die Entstehung des Reichsheimstättengesetzes (RHG) zog sich über einen längeren Zeitraum hin. Schon 1916 ersuchte der Deutsche Reichstag den Reichskanzler mittels einer einstimmig verabschiedeten Entschließung, dem Parlament einen entsprechenden Gesetzentwurf vorzulegen. Bis zur Gesetzesreife auf Reichsebene dauerte es allerdings noch ein paar Jahre; in der Zwischenzeit erließen unmittelbar nach Kriegsende einige kleinere Bundesstaaten landeseigene Heimstättengesetze. Knapp zwei Jahre nach Beendigung des verlorenen Krieges, dem Ende des Deutschen Kaiserreichs und dem erfolgreichen Ablauf der Revolution von 1918 kam es mit dem Erlass des „Reichsheimstättengesetzes“ zu einer einheitlichen Rahmengesetzgebung: Nach einer langen Phase der Entwicklung verabschiedete die Nationalversammlung am 29. April 1920 nahezu einstimmig das Reichsheimstättengesetz; verfassungsmäßige Rechtsquelle für dieses Gesetzesvorhaben bot der Art. 10, Nr. 4 Weimarer Reichsverfassung (WRV) vom 11. August 1919. Weitergehendere Vorstellungen der Gewerkschaften und des Bundes Deutscher Bodenreformer zu einer grundlegenden Bodenreformpolitik endeten in einer gemeinsam mit dem Gesetz verabschiedeten Resolution.
Das am 10. Mai 1920 ausgefertigte und acht Tage darauf im Reichsgesetzblatt verkündete Reichsgesetz beschränkte sich als ein Rahmengesetz darauf, reichseinheitlich die Rechtsform der „Reichsheimstätte“ zu regeln; so wurden neben der rechtlichen Sonderstellung einer Heimstätte insbesondere „Ausgeber“ und „Heimstätter“ definiert und ihr internes Verhältnis öffentlich-rechtlich festgelegt: Als Ausgeber kamen nach § 1 RHG generell nur das Reich, die Länder und die Kommunen infrage; die Länder konnten aber weitere gemeinnützige Unternehmen mit der Ausgebereigenschaft ausstatten. Als Heimstätter waren natürlich „Kriegsteilnehmer, insbesondere Kriegsbeschädigte, sowie Witwen der im Kriege Gefallenen und kinderreiche Familien … vorzugsweise zu berücksichtigen“; grundsätzlich konnten aber auch andere Personenkreise bei der Vergabe einer Heimstätte berücksichtigt werden.
Zur inhaltlichen Begrifflichkeit einer Heimstätte wurde im RHG lediglich ausgeführt, dass es sich um eine in Eigentum ausgegebene „Wohnheimstätte“ (Einfamilienhaus mit Nutzgarten) oder „Wirtschaftsheimstätte“ (Anwesen zur Bewirtschaftung durch eine Familie) handeln könne. Die Sonderstellung einer Reichsheimstätte bestand neben dem persönlichen Schutz der Heimstätterfamilie in der direkten Verhinderung einer spekulativen Verwertung durch die Eigentümer; daraus resultierte die dauerhafte Zweckerhaltung der Heimstätte als sozial gebundener Wohnort. Zur Absicherung der Bindungen war die Heimstätteneigenschaft unter Nennung des jeweiligen Ausgebers und des entsprechenden Bodenwertes in das Grundbuch eingetragen; der hier in die Abt. II eingetragene „Heimstättenvermerk“ stand dabei an der ersten Rangstelle.
Demnach war das Reichsheimstättengesetz ein bodenpolitisches Grundlagengesetz und kein Finanzierungsgesetz. Als materiell-rechtliche Bestimmungen fand sich im RHG ausschließlich die Befreiung „von allen Gebühren, Stempelabgaben und Steuern des Reichs, der Länder und sonstigen öffentlichen Körperschaften“; hierdurch konnten in den 1920er Jahren bei der Errichtung bei jeder einzelnen Heimstätte rund 400 bis 500 RM eingespart werden. Dieser für damalige Zeiten durchaus beachtliche Betrag entsprach in etwa der üblichen Eigenbeteiligung der Heimstätter am Kauf des Hauses. Darüber hinausgehende generelle Regelungen zur materiellen Ausgestaltung des Heimstättenwesens überließ man ebenso wie weitere Konkretisierungen zur Durchführung jeweils der Landesgesetzgebung; von den teilweise erst nach einigen Jahren dem RHG nachfolgenden Landesgesetzen war das preußische Ausführungsgesetz vom 18. Januar 1924 nebst den Ausführungsbestimmungen des preußischen Ministers für Volkswohlfahrt vom 25. April 1924 und den Richtlinien vom 18. Januar 1929 das Bedeutendste.
Eine Besonderheit dieses sich ausschließlich auf Wohnheimstätten beschränkenden Ausführungsgesetzes lag in der nach § 4 Pr.AFG ermöglichten Ausweisung von „Heimstättengebieten“; in den durch eine Ortssatzung der im eigenen Wirkungskreis hierfür zuständigen Kommune abgegrenzten Gebieten durften dann nur noch Wohnheimstätten errichtet werden. Unabhängig von derartigen Gebietsausweisungen konnten Heimstätten auch außerhalb der extra ausgewiesenen Gebiete, d. h. überall begründet werden. Durch die kommunale Ausweisung eines Heimstättengebietes wurde ein bodenrechtliches und städtebauliches räumliches Sonderrecht in einer Art Doppelstrategie auf zwei unterschiedlichen Wegen begründet: Einerseits sollte mit der Möglichkeit der Gebietsausweisung insbesondere für größere Städte die Bodenvorratspolitik z. B. durch direkte Enteignungsmöglichkeiten erleichtert werden. Andererseits stellten die Heimstättengebiete aber baurechtlich eine Besonderheit dar, denn in den Gebieten konnte die kommunale Planungshoheit partiell aufgehoben werden.

## Zur Umsetzung des Heimstättengedankens
Die praktische Umsetzung der Heimstättenidee ließ trotz der intensiven Vorarbeiten der genannten doch unerwartet lange auf sich warten und erreichte insgesamt nicht den Umfang, den die hinter dieser Idee stehenden Betreiber annahmen. Über den Gesamtumfang aller während der 1920er Jahre als Reichsheimstätten neu errichteten Wohnbauten gibt es keine verlässlichen Zahlen. Ganz grob kann man davon ausgehen, dass in der Zeit der Weimarer Republik insgesamt im Deutschen Reich rund 20.000 neu erbaute Kleinhäuser mit dem Reichsheimstättenvermerk versehen wurden. Im Dritten Reich wurde das RHG durch das Änderungsgesetz vom 24. November 1937 neu formuliert und tags darauf in der bis 1993 gültigen Neufassung veröffentlicht. Bezüglich der praktischen Umsetzung kann man ganz grob davon ausgehen, dass die Anzahl der Heimstätten sich zwischen 1933 und 1936 auf rund 40.000 verdoppelte und sich dann bis 1945 noch einmal auf eine grob geschätzte Gesamtzahl von 80.000 verdoppelte. Diese auf einer groben Schätzung beruhenden Zahlen würden bedeuten, dass rund 60.000 Einheiten und damit etwa drei Viertel der Heimstätten erst im Dritten Reich errichtet wurden.

## Rolle des Reichsheimstättenrechts nach 1945
Nach dem Zweiten Weltkrieg wurden kaum noch neue Reichsheimstätten ausgegeben, auch wenn noch in den frühen 1950er Jahren die öffentliche Förderung von Eigenheimen und Kleinsiedlungen teilweise von der Begründung der Reichsheimstätteneigenschaft abhängig gemacht wurde. Durch das II. Wohnungsbaugesetz von 1956 wurde die von den Bewilligungsbehörden verlangte Bindung der öffentlichen Förderung an diese besondere Eigentumsform durch den § 52 WoBauG direkt untersagt. Seitdem war die Rechtskonstruktion der Reichsheimstätte für die zukünftige, öffentlich geförderte Wohnungsversorgung praktisch bedeutungslos. Im Weiteren wurden einzelne Paragraphen des RHG durch Änderungsartikel schon im Laufe der Zeit außer Kraft gesetzt. Dennoch war das Reichsheimstättengesetz in der Bundesrepublik Deutschland rechtssystematisch nicht grundsätzlich aufgehoben und galt daher für alle bisher auf dieser Rechtsgrundlage begründeten und nicht wieder gelöschten Heimstätten bis 1993 fort. Die durchaus mögliche nachträgliche Ausweisung von bestehenden Einfamilienhäusern als Reichsheimstätten wurde noch Ende der 1970er Jahre in offensichtlich stärkerem Maße von Käufern gebrauchter Eigenheime betrieben, um die beim Kauf anfallende Grunderwerbsteuer von damals noch durchschnittlich 7 % des Kaufpreises einzusparen; auch die Gerichtsgebühren für die Grundbucheintragung und die Gebühren der Katasterämter und Baubehörden entfielen hierbei – auch Notare hatten für den Kaufvertrag Gebührenermäßigung zu gewähren.
Seitdem war es aber still geworden um diese besondere Rechtskonstruktion des sozial gebundenen Eigentums. Nach einer langen Zeit des unveränderlichen status quo ließen sich seit 1988 erste Tendenzen der Aufhebung erkennen. Mit Erlass vom 22. August 1988 wies der Hessische Minister des Innern im Einvernehmen mit dem Minister der Finanzen die Ausgeber im Lande Hessen an, bei Anträgen auf Aufhebung diesen ohne weitere Prüfung stattzugeben. Die im Laufe der Jahrzehnte von den Heimstättern ersparten Gebühren und Steuern wurden entgegen der bisherigen Rechtslage nicht zurückverlangt. Infolge dieses Erlasses wurde der Heimstättenvermerk in ca. 180 von den rund 1.000 Reichsheimstätten in der Frankfurter Siedlung Praunheim gelöscht.
Als letzte Entwicklung bereitete die Bundesregierung seit Sommer 1992 die inzwischen erfolgte Aufhebung des Gesetzes vor. Grund dafür war zum einen die generelle Deregulierung des Wohnungswesens, zum anderen aber auch die besondere Situation der Heimstätten in den neuen Ländern; hier war die Heimstätteneigenschaft schon zuvor durch das Zivilgesetzbuch der DDR aufgehoben worden und erst durch den Einigungsvertrag von 1990 erneut in Kraft getreten. Das Gesetz zur Aufhebung des Reichsheimstättengesetzes trat zum 1. Oktober 1993 in Kraft.

## Bekannte Reichsheimstättenleiter
- Leopold Schmalhorst, deutscher Architekt